# Stanislav Zimprich
Nadporučík letectva Stanislav Zimprich (3. března 1916, Německý Brod – 12. dubna 1942, Perranporth) byl československý vojenský pilot a účastník bitvy o Británii. V roce 1945 byly v Londýně vydány československé poštovní známky s jeho portrétem.

## Život

### Před druhou světovou válkou
Stanislav Zimprich se narodil v tehdy Německém a dnes Havlíčkově Brodu. Absolvoval obchodní akademii v Chrudimi a poté dobrovolně vstoupil do armády, kde vystudoval Školu pro důstojníky letectva v záloze Vojenského leteckého učiliště v Prostějově a Vojenskou akademii v Hranicích, kterou dokončil v roce 1937. Poté sloužil u leteckého pluku 5 a po zániku Československa přelétával původně československá letadla do Německa.

### Druhá světová válka
Hranice do Polska překročil 28. května 1939 za pomoci převaděče Cyrila Macha a již 20. června připlul do Francie. Dne 7. srpna 1939 byl přijat do cizinecké legie a přemístěn do Sidi Bel Abbès. Po vypuknutí druhé světové války se 29. listopadu 1939 vrátil do Francie a školil se na stíhacích letounech používaných francouzským letectvem. Po zahájení bitvy o Francii sloužil od 15. května 1940 u stíhací skupiny GC I/8 a bojoval na letadlech Bloch MB.151 nebo Bloch MB.152. Spolu s dalšími československými příslušníky této jednotky odplul z 21. na 22. června 1940 do britského Plymouthu. Stal se příslušníkem RAF číslo 81904 a přidělen byl k 310. československé stíhací peruti. 31. srpna 1940 mu bylo připsáno první vzdušné vítězství nad strojem Messerschmitt Bf 109. Celkové skóre Stanislava Zimpricha se zastavilo na jednom jistě a čtyřech pravděpodobně sestřelených a jednom poškozeném stroji. Zahynul 12. dubna 1942 na stroji Supermarine Spitfire Mk. Vb (BL497 (NN-Y)) při srážce se strojem Stanislava Halamy během výcviku nedaleko Perranporthu. Ani jeden z pilotů srážku nepřežil. Stanislav Zimprich se zřejmě utopil při pokusu o nouzové přistání na pobřeží. Jeho tělesné pozůstatky byly objeveny až po třech měsících asi 120 kilometrů od místa neštěstí. Pohřben je v devonském Heantonu Punchardonu.

Poštovní známky vydané v roce 1945 v Londýně
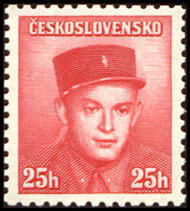
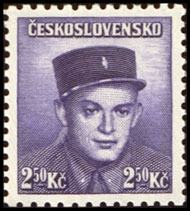

## Ocenění
- Medaile Za hrdinství  in memoriam, udělil prezident Petr Pavel (2023)